# Hussain Besou
Hussain Besou (* 14. August 2011 in Riad) ist ein syrischer Schachspieler, der für den Deutschen Schachbund spielberechtigt ist, und der den Titel eines FIDE-Meisters (FM) trägt (Stand 2023). Als Schachwunderkind spielte er im April 2023 beim Mitropa-Cup in Kroatien für die Nationalmannschaft und ist damit der jüngste Nationalspieler in der Verbandsgeschichte des Deutschen Schachbundes (DSB).

## Kindheit
Hussain ist der Sohn der syrischen Ärzte Mustafa und Hend Besou und hat drei Geschwister. Sein Vater arbeitete als Zahnarzt und Gastarbeiter in Saudi-Arabien. 2016 floh die Familie vor der Verfolgung durch das Assad-Regime nach Deutschland und beantragte Asyl; Hussain war damals gerade fünf Jahre alt. Im Januar 2017 kamen die Besous in Lippstadt an, wo sie im Flüchtlingsheim unterkamen. Mitglieder des örtlichen Schachvereins LSV/Turm Lippstadt wollten bei der Integration helfen, suchten Nachwuchs für ihren Klub und verteilten in Flüchtlingsheimen Flugblätter und Broschüren mit Schachregeln.

## Schachkarriere
Im März 2017 meldeten sich die Besous beim LSV/Turm Lippstadt und Hussain wurde sogleich Jugendvereinsmeister. Von 2018 bis 2021 wurde Hussain von Artur Jussupow trainiert und im selben Jahr nahm Hussain an der europäischen Jugend-Schachmeisterschaft teil. Damals hatte er eine Elo-Zahl von 1327, die er bis  November 2022 auf 2106 steigern konnte. Seit Januar 2022 wird Hussain von Matthias Krallmann trainiert, ehem. Trainer von Matthias Blübaum und der Bundesligamannschaft von Werder Bremen; hier konnte er seine Elo-Zahl bis zum März 2023 auf 2348 steigern. Seine Deutsche Wertungszahl stieg von 1103 im Jahr 2017 auf 2289 im Jahr 2023 an.
Mit neun Jahren wurde Hussain erstmals deutscher U12-Meister, gewann bei der U12-Jugend-Weltmeisterschaft 2022 die Bronzemedaille und lag im März 2023 in der Weltrangliste der U12 auf Platz zwei. Er spielte im April 2023 beim Mitropa-Cup für die Nationalmannschaft und ist damit der jüngste Nationalspieler in der Verbandsgeschichte des Deutschen Schachbundes. Diesen Rekord hielt bislang Vincent Keymer, der bei seinem ersten DSB-Einsatz zwölf Jahre und zehn Monate alt war. Auch Matthias Blübaum, Europameister von 2022, war knapp zwei Jahre älter, als er 2011 zum ersten Mal nominiert wurde. Im Schach kann man auch ohne Staatsangehörigkeit eines Landes für dessen Nationalmannschaft spielen, wenn man für seinen Verband spielberechtigt ist.
Die nachfolgende Tabelle listet einige seiner Erfolge auf.
| Datum      | Ereignis                                                                                |
| ---------- | --------------------------------------------------------------------------------------- |
| 25.11.2022 | Lippstädter Stadtmeister 2022 mit 7 Siegen aus 7 Partien.                               |
| 17.10.2022 | 3. Platz Weltmeisterschaft U12 in Batumi (Georgien)                                     |
| 21.08.2022 | Deutscher Schach Amateur Meister (Gruppe B)                                             |
| 31.08.2021 | 5. Platz von 108 Teilnehmern aus 32 Nationen bei der Europameisterschaft U10            |
| 01.11.2020 | Deutscher Schachmeister U12                                                             |
| 27.08.2020 | Deutscher Meister U10                                                                   |
| 23.11.2019 | 3. Platz EU Youth Chess Championship Meisterschaft U10 in Kotny nad Desnou (Tschechien) |
| 2017       | Jugendvereinsmeister LSV/Turm Lippstadt                                                 |

## Partiebeispiel
|   | a | b | c | d | e | f | g | h |   |
| 8 |   |   |   |   |   |   |   |   | 8 |
| 7 |   |   |   |   |   |   |   |   | 7 |
| 6 |   |   |   |   |   |   |   |   | 6 |
| 5 |   |   |   |   |   |   |   |   | 5 |
| 4 |   |   |   |   |   |   |   |   | 4 |
| 3 |   |   |   |   |   |   |   |   | 3 |
| 2 |   |   |   |   |   |   |   |   | 2 |
| 1 |   |   |   |   |   |   |   |   | 1 |
|   | a | b | c | d | e | f | g | h |   |

In der folgenden Partie, gespielt am 19. Januar 2023 beim 21. Marienbad B2 IM 2023, besiegte Hussain seinen bislang stärksten Gegner Jasper Holtel.
1. d4 Sf6 2. c4 g6 3. Sc3 d5 (Grünfeld-Indische Verteidigung) 4. cxd5 Sxd5 5. e4 Sxc3 6. bxc3 Lg7 7. Lc4 c5 8. Se2 Sc6 9. Le3 0–0 10. 0–0 Lg4 11. f3 Ld7 12. Tb1 a6 13. dxc5 Sa5 14. Ld3 Dc8 15. Dc2 Td8 16. f4 e6 17. Ld4 Lf8 18. f5 Lxc5 19. fxg6 hxg6 20. e5 Le8 21. Dd2 Dc7 22. De3 Tac8 23. Sg3 Sc4 24. Lxc4 Lxd4 25. cxd4 Dxc4 26. Tbd1 Dc3 27. Td3 Db4 28. Se4 Kg7 29. Dg5 Df8 30. Th3  (droht 2-zügig Schachmatt) f5 31. exf6+ Kf7 32. Th7+ Kg8 33. Tg7+ und Schwarz gab auf, denn das Matt nach 33. … Kh8 34. Dh6# kann durch Hergabe der Dame nur hinausgezögert werden.